# Navadni lapuh
Navadni lapuh ali navadni uhlič (znanstveno ime Tussilago farfara) je rastlina, ki jo pogosto imenujejo tudi lapuh, lepuh ali lopuh. Je iz roda trajnih zeljnatih rastlin. Poznamo več vrst uhliča med drugim tudi kraški uhlič, ki je zelo zdravilen.

## Opis rastline
Ima široke pritlehne liste in sredinsko brezlistnato steblo višine od 10 do 15 cm, ki nosi na vrhu rumen cvetni košek. Ob cvetenju so listi še v zemlji. Cvetovi dišijo po medu in imajo podoben okus kot listi. Cvete v mesecih marec in april. Najpogosteje raste na vlažnih obalah rek in potokov, ljubi ilovnata in glinasta tla. 

## Zdravilne snovi in učinkovine
Cveti  listi vsebujejo rastlinsko sluz, čreslovino, grenčino, eterično olje, inulin, grenek glikozid, galusovo kislino, fitosterine in rudninske snovi kalij, natrij, kalcij, magnezij ter solitre.
Je že staro ljudsko zdravilo za izkašljavanje in blažilo pri napadih kašlja in tuberkulozni težavah pljuč. Iz cvetov Flores Farfarae, listov Folia Farfrae, katere nabiramo meseca junija, naredimo mešanico za čaj.